# マグネトコッカス属
マグネトコッカス属（ーぞく、Magnetococcus）は真正細菌プロテオバクテリア門アルファプロテオバクテリア綱マグネトコッカス目マグネトコッカス科の属の一つである。

## 概要
属名は、ラテン語で「磁石」を意味する名詞"magnes -etis"から派生した、「磁石に関する」を意味する新ラテン語接頭辞"magneto-"と、新ラテン語で「球菌」を意味する男性名詞"coccus"を組み合わせた造語であり、新ラテン語で「磁石に関する球菌」を表す。由来は、その球状形態と磁気走性である。
細胞は球形であり、一つの磁鉄鉱結晶の直鎖を含む。極方向磁気走性を示し、軸方向磁気走性は持たない。マグネトソームはマグネタイトの細長い擬似六面体プリズムで構成される。鞭毛による運動性を持つ。偏性微好気性菌。化学独立栄養増殖中のエネルギー源としてチオ硫酸塩または硫化物を、還元的トリカルボン酸回路を介して利用する。

## マグネトコッカス・マリヌス（Magnetococcus marinus）
2024年現在、マグネトコッカス属唯一の構成種。種名の由来は、ラテン語で「海の」を意味する男性形容詞"marinus"であり、タイプ株が発見された場所（米ロードアイランド州沿岸にあるPettaquamscutt Estuary）に因む。
細胞の直径は約1～2μmである。酢酸を利用して化学有機従属栄養増殖が可能である。独立栄養的 (チオ硫酸または硫化物)または従属栄養的 (酢酸) に増殖した場合、窒素固定が可能である。中温性で、生育温度範囲は5～35℃、最適生育温度は24～26℃である。カタラーゼ陰性且つオキシダーゼ陽性。細胞脂肪酸は、C16:1ω7c、C16:0、及びC18:1ω7cによって支配的である。呼吸器系リポキノンはユビキノン10である。
DNAのGC含量は54.2mol%である。タイプ株はMC-1T(=ATCC BAA-1437T、= JCM 17883T)である。この株の16S rRNA遺伝子配列のGenBank/EMBL/DDBJアクセッション番号はCP000471である。